# Musée de Montmartre

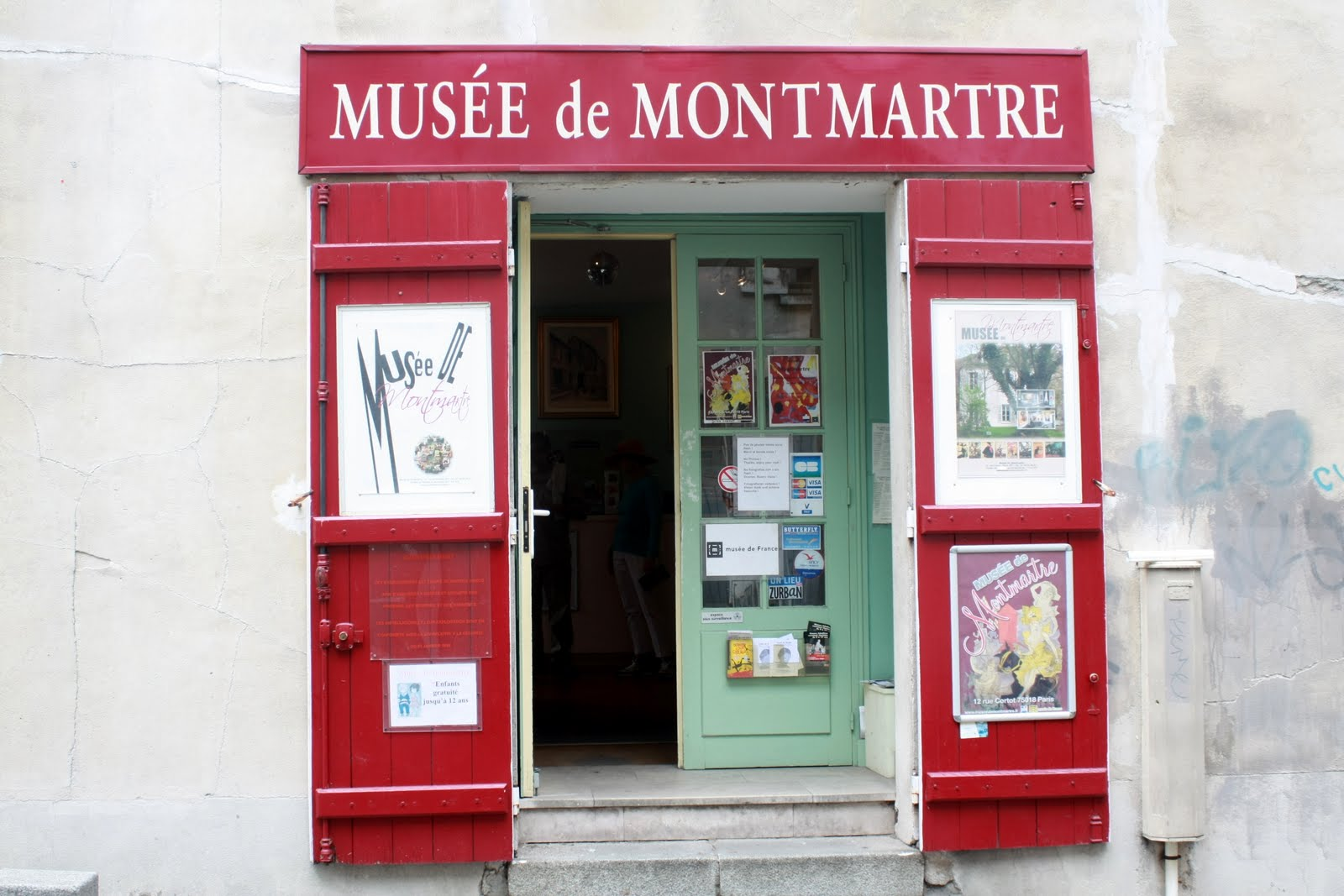
Eingang in der Rue Cortot

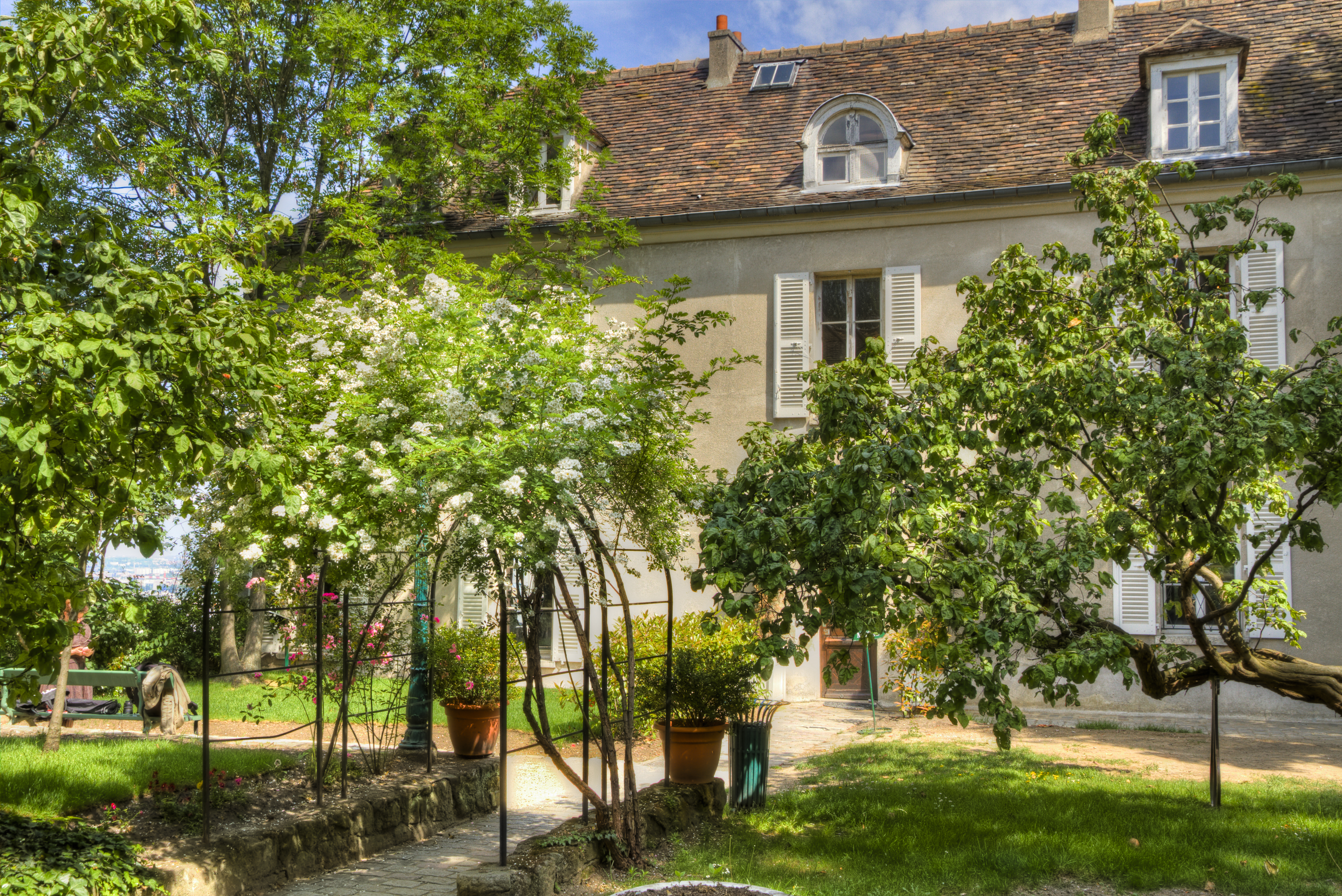
Musée de Montmartre, Maison du Bel Air, Gartenansicht

Das Musée de Montmartre, ehemals Musée du Vieux Montmartre, ist ein historisches Museum. Es befindet sich in der Rue Cortot N° 12-14 im 18. Pariser Arrondissement. Es wurde 1960 eröffnet und ist seit 2003 als Musée de France eingetragen.

## Beschreibung
Das Haus N° 12 in der Rue Cortot, das Maison du Bel Air, gehörte im 17. Jahrhundert einem Schauspieler der Molière-Theatergruppe. Im 19. Jahrhundert hatten Künstler ihre Ateliers und Wohnungen in dem Gebäudeensemble, das aus dem Hotel Demarne und dem Maison du Bel Air besteht. Auguste Renoir schuf während seines Aufenthalts 1876 Leinwandgemälde wie etwa Der Ball des Moulin de la Galette. Suzanne Valadon, ihr Sohn Maurice Utrillo und ihr Ehemann André Utter, Emile Bernard, die Fauvisten Othon Friesz und Raoul Dufy, der griechische Maler und Zeichner Dimitrios Galanis, die Schriftsteller Léon Bloy und Pierre Reverdy lebten und arbeiteten ebenfalls dort.
Im Zuge der Restaurierungsarbeiten des Montmartre begann die Stadt Paris 1956 auch das Gebäudeensemble in der Rue Cortot zu restaurieren, das 1960 zum Musée de Montmartre wurde. Ateliers, etwa das von Suzanne Valadon, wurden 2014 originalgetreu wiederhergestellt.

## Sammlung
Die dauerhafte Sammlung des Musée de Montmartre umfasst eine Reihe von Gemälden, Plakaten, Fotografien und Objekten, die u. a. von Modigliani, Kupka, Toulouse-Lautrec oder Utrillo signiert sind. Unter diesen Werken findet man Das Cabaret du Chat Noir von Steinlen, Aristide Bruant dans son Cabaret, Der japanische Diwan oder auch Moulin Rouge von Toulouse-Lautrec, Die Place Pigalle von Maurice Utrillo, Suzanne Valadons Selbstporträt, Parce Domine von Adolphe Willette, das Aushängeschild des Kabaretts Le Lapin Agile und auch das Schattentheater von Henri Rivière. Wechselausstellungen finden einmal jährlich statt.
Die Sammlung liegt im Besitz der 1886 gegründeten  Société d’Histoire et d’Archéologie Le Vieux Montmartre. Der Verein hat das Ziel, die künstlerischen, historischen und ethnologischen Zeugnisse von Montmartre zu erhalten.

## Renoir-Gärten
Die Renoir-Gärten wurden 2012 nach Vorlagen von Renoirs Gemälden, die dieser während seines Aufenthalts in der Rue Cortot schuf, neu hergerichtet. Dort wachsen Obstbäume wie Birne und Mandel sowie Sträucher wie Flieder, Rosen und kletternde Hortensien. Von dort aus erblickt man die Weingärten von Montmartre. Diese existierten bereits im Mittelalter und wurden 1933 neu gepflanzt.